# چری، چروتری
چری (انگلیسی: Ceri؛ ‏تلفظ در ایتالیایی: [ˈtʃɛ:ri]) دهکده‌ای در کومونهٔ چروتری در لاتزیو ایتالیاست. چری در یک زمین مسطح استحکام‌یافته با توف (سنگ) را در فاصله کمی از شهرک چروتری اشغال می‌کند. سکنی‌گزینی در این شهر پیش از قرن هفتم قبل از میلاد آغاز شد و از آن پس، جمعیت بومی شهر چندین بار تغییر کرد، از تمدن اتروسک به روم باستان. مقبره‌های متعددی از دوره‌های اتروسکی و رومی در این منطقه یافت می‌شود. جاذبه اصلی کلیسای رومی «مدونا دی چری» است که در یک مکان باستانی قرار دارد که در آن اتروسک‌ها و رومی‌ها آیین الهه وستا را بزرگ می‌داشتند.